# Широколистяні та мішані ліси Гуйчжоуського плато
Широколистяні та мішані ліси Гуйчжоуського плато (ідентифікатор WWF: PA0101) — палеарктичний екорегіон тропічних та субтропічних вологих широколистяних лісів, розташований на південному заході Китаю. 

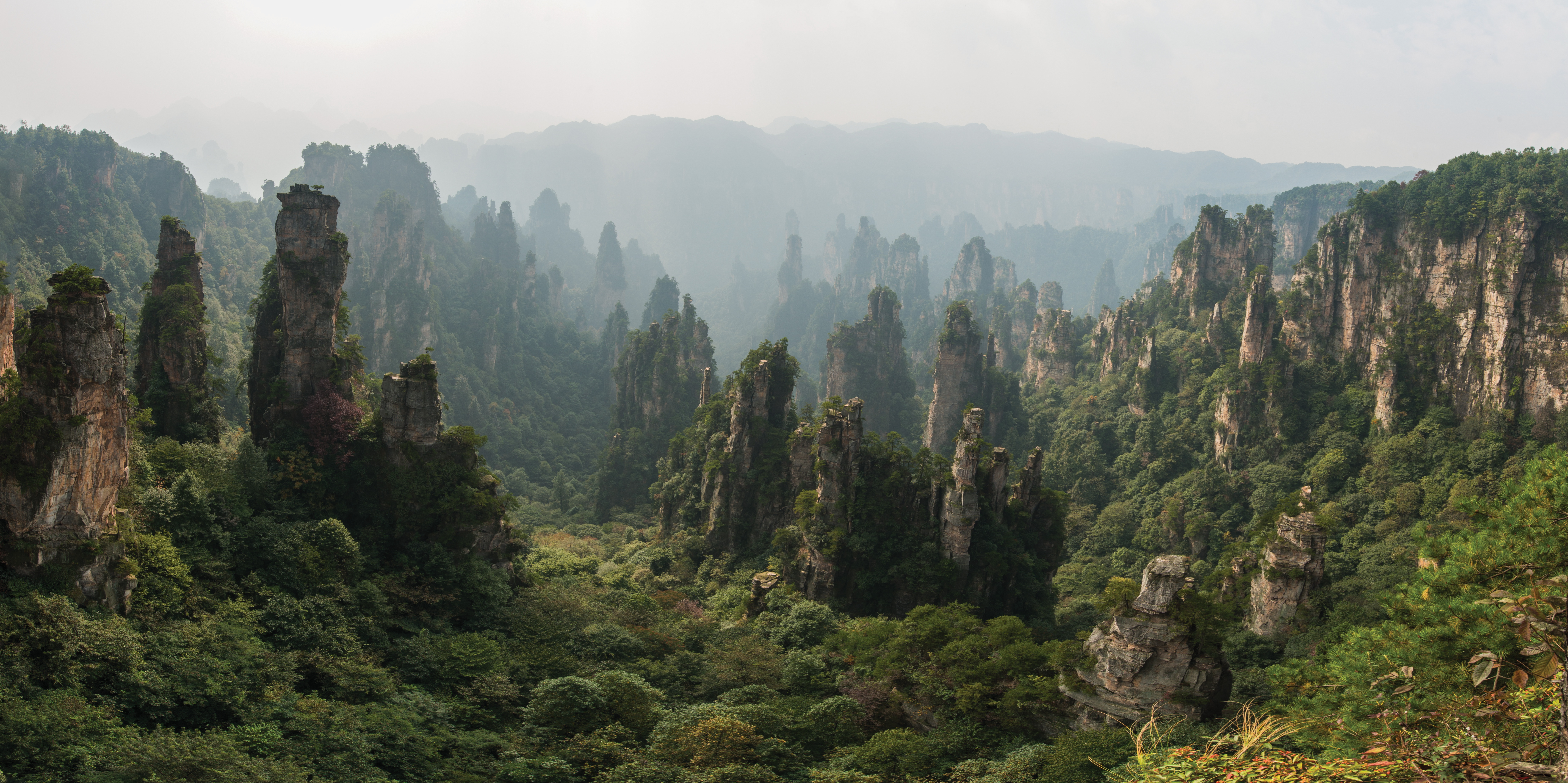
Карстовий ландшафт у Національному парку Чжанцзяцзе

## Географія
Екорегіон широколистяних та мішаних лісів Гуйчжоуського плато розташований у Південно-Західному Китаї, на території Гуйчжоуського плато, яке є східною частиною Юньнань-Гуйчжоуського плато. Він охоплює більшу частину провінції Гуйчжоу, а також крайній північний захід Юньнаню, південний схід Сичуаню, південь Чунціну, південний захід Хубею та захід Хунаню.
Гуйчжоуське плато розташоване на висоті від 1000 до 1400 м над рівнем моря. Воно включає численні пагорби та гірські вершини, розділені глибокими міжгірськими улоговинами та річковими долинами. З геологічної точки зору основу регіону складають палеозойські вапняки, пісковики та глинисті сланці. Вони були підняті в кайнозої внаслідок тектонічного зіткнення Індії та Азії, оголені та значно еродовані. В регіоні широко поширені карстові печери та лійки, а багато місцевих річок є частково підземними. Карстові форми рельєфу, поширені в екорегіоні, є частиною Південно-Китайського карсту, який у 2007 році був визнаний частиною Світової спадщини ЮНЕСКО.

## Клімат
В межах екорегіону переважає вологий субтропічний клімат. Середня температура в січні коливається від 1 до 10 °C, а в липні — від 17 до 28 °C. Хмарність висока — похмура погода спостерігається більш ніж 200 днів на рік. Незважаючи на те, що Гуйчжоуське плато отримує достатню кількість опадів, в регіоні часто трапляються посухи, оскільки карстові вапняки мають погану здатність утримувати воду. Багато рослин регіону є сукулентами і використовують соковиті тканини та колючки для утримання та захисту вологи.

## Флора
Основними рослинними угрупованнями екорегіону є субтропічні вічнозелені широколистяні ліси. У первинних лісах, більшість з яких наразі знищені або значно фрагментовані, переважають дерева з родин Букові (Fagaceae), Лаврові (Lauraceae) та Чаєві (Theaceae), зокрема різні види дубів (Quercus spp.), кастанопсисів (Castanopsis spp.), фебових дерев (Phoebe spp.), євгеній (Eugenia spp.), шім (Schima spp.) та камелій (Camellia spp.). В долинах регіону поширені дерева, характерні для сезонних тропічних лісів, зокрема різні види стеркулій (Sterculia spp.), коралових дерев (Erythrina spp.), фікусів (Ficus spp.), євгеній (Eugenia spp.) та хеліцій (Helicia spp.). У вторинних лісах регіону зустрічаються альбіції (Albizia spp.), сумахи (Rhus spp.), дерни (Cornus spp.) та амброві дерева (Liquidambar spp.).
В деяких частинах Гуйчжоуського плато зустрічаються субтропічні хвойні ліси. На півночі і сході регіону в них переважають сосни Массона (Pinus massoniana), а на півдні — юньнаньські сосни (Pinus yunnanensis). На півночі регіону зустрічаються ліси китайської каннінгемії (Cunninghamia lanceolata), а у високогір'ях в лісах домінують ялини (Picea spp.) та ялиці (Abies spp.). На найвищих вершинах регіону, зокрема на горі Фанцзіншань, поширені хвойні та мішані ліси, подібні до тих, що зустрічаються в Гімалаях. Основу цих лісів складають китайські тсуґи (Tsuga chinensis), гімалайські клени (Acer campbellii subsp. flabellatum), сизуваті рододендрони (Rhododendron hypoglaucum), китайські енкіантуси (Enkianthus chinensis), дрібнопилчасті вишні (Prunus serrulata) та ендемічні фанцзішанські ялиці (Abies fanjingshanensis). 
Загалом у провінції Гуйчжоу зустрічається 64 види рідкісних рослин. Серед рідкісних рослин, поширених в екорегіоні, слід відзначити деревоподібну папороть Alsophila spinulosa, сріблолисту катаю (Cathaya argyrophylla), криптомерієву тайванію (Taiwania cryptomerioides) та китайську давидію (Davidia involucrata).

## Фауна
Серед поширених в екорегіоні ссавців слід відзначити чубатого оленя (Elaphodus cephalophus), індійського замбара (Rusa unicolor), суматранського серау (Capricornis sumatraensis), китайського горала (Naemorhedus griseus), карликову кабаргу (Moschus berezovskii), китайського мунтжака (Muntiacus reevesi), дику свиню (Sus scrofa), макаку-резуса (Macaca mulatta), тибетського макаку (Macaca thibetana) та тонкінського лангура (Trachypithecus francoisi). Серед хижих ссавців, поширених в регіоні, слід відзначити гімалайського ведмедя (Ursus thibetanus), вовка (Canis lupus), уссурійського єнота (Nyctereutes procyonoides), леопарда (Panthera pardus), бенгальського кота (Prionailurus bengalensis), золотисту котопуму (Catopuma temminckii) та дуже рідкісну димчасту пантеру (Neofelis nebulosa). Раніше в екорегіоні зустрічалися південнокитайські тигри (Panthera tigris amoyensis), однак наразі вони в регіоні вимерли. Ендеміками регіону є дуже рідкісні гуйчжоуські рінопітеки (Rhinopithecus brelichi), популяція яких становить близько 200 особин.
Серед поширених в екорегіоні птахів слід відзначити звичайного фазана (Phasianus colchicus), золотого фазана (Chrysolophus pictus), китайського мікадо (Syrmaticus reevesi), китайську куріпку (Bambusicola thoracicus), жовточереву сіпараю (Aethopyga gouldiae), червоноволого квіткоїда (Dicaeum ignipectus), китайську нільтаву (Cyornis glaucicomans), буру сутору (Suthora webbiana), китайського окулярника (Zosterops simplex), чорноголову вивільгу (Oriolus chinensis), китайського бюльбюля (Pycnonotus sinensis), світлооку гуамею (Garrulax canorus), іржастого тимельовця (Pterorhinus berthemyi), мандаринського дрозда (Turdus mandarinus) та жовточереву синицю (Pardaliparus venustulus). 

## Збереження
Оцінка 2017 року показала, що 29 243 км², або 11 % екорегіону, є заповідними територіями. Природоохоронні території включають: Національний парк Улін'юань, Національний природний заповідник Фанцзіншань та Національний лісовий парк Чжанцзяцзе.